# Мікромейнфрейми IBM
Під час бурхливого росту ринку персональних комп'ютерів у 1980-х роках компанія IBM і деякі інші створили так звані мейнфрейми на основі PC-архітектури (англ. PC-based IBM-compatible mainframes), з набором команд, сумісним з великими мейнфреймами IBM. Дані реалізації, хоч мали і невисоку швидкодію, зате не потребували спеціального приміщення і електричного живлення. Мінусом даних реалізацій були нерозвинені засоби апаратного вводу-виводу, а також нижча надійність у порівнянні зі «справжніми» мейнфреймами.
«Мікромейнфрейми», виконані у вигляді плат розширення для IBM PC сумісних комп'ютерів, були популярними серед розробників програмного забезпечення для архітектур System/370 і, пізніше, System/390, а також у навчальних і демонстраційних цілях.

## System/370
IBM показала можливість використання набору інструкцій мейнфрейма у своєму першому настільному комп'ютері IBM 5100, випущеному на ринок у 1975 році. Дана машина мала мікрокод, що міг виконувати багато інструкцій архітектури System/370, таким чином IBM змогла порівняно легко організувати запуск інтерпретатора мови APL (незначно модифікованого), створеного раніше саме для мейнфреймів.
У 1980 році з'явилися чутки про те, що IBM скоро випустить новий персональний комп'ютер — можливо, мініатюризовану версію IBM System/370. У серпні 1981 року IBM PC справді з'явився у продажі, але він не мав нічого спільного з System/370, натомість використовуючи процесор і мікросхеми підтримки від Intel.
Втім, IBM скористалася платформою PC при створенні деяких екзотичних комбінацій комп'ютерів і карт розширення, щоб уможливити запуск двійкових програм для S/370 на IBM PC.

### Personal Computer XT/370
У жовтні 1983 року IBM анонсувала IBM PC XT/370. Дана машина була, по суті, комбінацією три-в-одному: на ній можна було запускати PC DOS, вона могла бути терміналом для IBM 3270, і нарешті найголовнішою особливістю була можливість запуску програм для System/370 на окремому процесорі — це відрізняло XT/370 від попереднього продукту IBM 3270 PC.
XT/370 був комп'ютером IBM PC/XT (системний блок модель 5160) з трьома 8-розрядними картами розширення. Процесорна карта розширення (370PC-P) містила два модифікованих мікропроцесори Motorola 68000, які емулювали більшість інструкцій з фіксованою комою S/370, і співпроцесор Intel 8087, модифікований для виконання інструкцій з рухомою комою S/370.
Друга карта (370PC-M), що з'єднувалася з першою за допомогою роз'єму і кабелю унікальної конструкції, містила 512 KiB оперативної пам'яті.
Третя карта (PC3277-EM) слугувала емулятором 3270, що був потрібен для завантаження системного програмного забезпечення з мейнфрейма.
XT/370 завантажувався у DOS, як звичайний ПК, звідки запускалася «керувальна програма» VM/PC Control Program. 512 кілобайт додаткової пам'яті додавалися до 256 кілобайт основної пам'яті на системній платі ПК (384 кілобайти доповнювали пам'ять ПК до стандартних 640 К, а решта 128 KB були доступні процесору Intel через «вікно» за допомогою схеми «банкінгу» пам'яті). Оперативна пам'ять на платі розширення була двопортовою, тобто могла використовуватись як шиною PC, так і процесорами Motorola.
Для програм S/370 безпосередньо були доступні 416 кілобайт. XT/370 також мав можливість організації до 4 MB віртуальної пам'яті, з використанням жорсткого диска ПК для підкачування.
За заявами IBM, швидкодія XT/370 досягала 100000 операцій за секунду (0,1 MIPS), за умови, що всі дані були у RAM. У 1984 році ціна на XT/370 у типовій конфігурації становила приблизно $12,000 і була привабливою для невеликих фірм, що справді потребували апаратного забезпечення, сумісного з System/370: для порівняння, мейнфрейм IBM 4341 виконував до 1,2 MIPS і коштував $500,000. Теоретично при великому розповсюдженні мікромейнфреймів попит на «великі» мейнфрейми міг зменшитися, але цього не сталося — користувачі використовували XT/370 в основному для розробки програм, а не для запуску основного прикладного ПЗ, і цим призводили до збільшення продажів великих машин.
Програма VM/PC створювала ілюзію «логічних дисків», що було схожим на механізм у мейнфреймовій системі VM/CMS, але на XT/370 логічні «диски» були лише файлами у файловій системі PC DOS (на гнучких або твердих дисках). Наприклад, віртуальний диск CMS, що належав користувачеві FRED з адресою пристрою 101 зберігався на DOS-диску як файл з іменем FRED.101. Команди CMS IMPORT і EXPORT дозволяли екстракцію файлів з цих «віртуальних дисків», а також перетворення між кодуваннями  ASCII і EBCDIC.
Клавіатура, що продавалася разом з XT/370, мала 83 клавіші і була схожою на клавіатуру XT (10 функціональних клавіш).
Новіші версії XT/370 припинили використання карти PC3277-EM, натомість використовуючи плати IBM 3278/79.
XT/370 належав до систем, що могли використовувати другий твердий диск, змонтований у додатковому шасі (і корпусі) IBM 5161.:6-17
Журнал BYTE восени 1984 року назвав XT/370 «однозначно успішним» (англ. a qualified success). У статті, зокрема, позитивно відзначалося те, що «IBM спромоглася вмістити всі ключові особливості S370 у XT», і було висловлено сподівання, що технічні вдосконалення зрештою «можуть принести ще більш досконалий комп'ютер».

### Personal Computer AT/370
У 1984 з'явився IBM Personal Computer AT/370. Набір карт розширення був схожим на XT/370, але карти стали 16-розрядними (для шини AT Bus) і називалися PC/370-P2 і PC/370-M2. Остання містила 512 кілобайт пам'яті, з яких 480 кілобайт були доступними для програм S/370, а 32 кілобайти зарезервовані для зберігання мікрокоду. На системній платі PC AT було також 512 кілобайт оперативної пам'яті.
У задачах S/370 нова система була майже на 60% швидшою за XT/370 і містила оновлене програмне забезпечення з підтримкою твердих дисків більшої ємності. Було реалізовано також можливість DMA (прямого доступу до пам'яті) між процесорною картою і картою контролера терміналу 3278/3279.:9-26…9-28
Системним програмним забезпеченням була VM/PC але у парі з PC DOS 3.0
Версія 2 VM/PC, випущена у листопаді 1985 року, покращила швидкодію майже на 50% і надала можливість використовувати додаткову оперативну пам'ять як кеш сторінок для VM.
Журнал Computerworld за листопад 1985 року відзначив, що AT/370 продавався повільно.

### IBM 7437 VM/SP Personal Workstation
У листопаді 1988 року IBM розпочала продаж робочої станції з можливістю виконання коду System/370 і операційної системи VM/SP. Офіційно дана машина називалася IBM 7437 VM/SP Personal Workstation, вона мала корпус типу «башта» і під'єднувалася спеціальним кабелем до карти розширення стандарту MCA у комп'ютері IBM PS/2 однієї з моделей 60, 70 або 80. Представник IBM сказав, що IBM 7437 є «як IBM 9370, але з одним терміналом». Система продавалася за $18,100 при купівлі партіями від 25 машин.

### Personal/370
Починаючи з листопада 1989 року у IBM з'явилося новіше рішення — плата Personal/370 (також відома як P/370) для 32-розрядної шини MCA. Дану плату можна було встановити у комп'ютери як PS/2, так і  RS/6000, і запустити на ній багатокористувацькі операційні системи для System/370, такі як MUSIC/SP, VM (операційна система), VSE. Одночасно з цими ОС на головному процесорі комп'ютера запускалися OS/2 (для машин PS/2) або AIX (для RS/6000). Плата була повною реалізацією архітектури S/370, включно з інструкціями рухомої коми (реалізованими за допомогою окремого співпроцесора) і містила 16 мегабайт оперативної пам'яті. Канали вводу-виводу для програм S/370 реалізовувалися за допомогою основного комп'ютера і його ОС. Існувала також окрема карта розширення канального вводу-виводу, до якої могла під'єднуватися деяка периферія мейнфреймів: контролери протоколу 3270, накопичувачі на магнітній стрічці 3400/3480, конвертери протоколів 7171.
Швидкодія P/370 була втричі вищою, ніж IBM 7437, досягаючи 3,5 MIPS — порівняний показник з мейнфреймом початкового рівня IBM 4381.

## System/390
У 1995 році IBM представила карту розширення для ПК, названу «Enhanced S/390 MicroProcessor Complex» з підтримкою архітектури IBM System/390. Карта отримала код продукту 8640-PB0, і могла встановлюватися у сервери IBM PC Server серій 330 і 500

### S/390 Processor Card
Важливою метою дизайну процесорної карти S/390 була повна сумісність з напрацьованим програмним забезпеченням System/390, як системним, так і прикладним. Процесор імплементував всі інструкції ESA/390 і XA, таким чином відпадала потреба будь-якої двійкової трансляції програм.
Оригінальна процесорна карта S/390 для шини MCA містила 32 мегабайти оперативної пам'яті. На спеціальній додатковій карті могло бути ще 32 або 96 мегабайт, що в сумі давало 64 або 128 MB. «Офіційно» швидкодія процесора була задекларована на рівні 4,5 MIPS.
Наступна версія карти була вже для шини PCI, мала 128 MB пам'яті, але швидкодія залишалася так само на рівні 4,5 MIPS. Третя версія (теж для PCI), названа P/390E (e від англ. enhanced), мала 256 MB пам'яті і швидкодію приблизно 7 MIPS. Надзвичайно рідкісними були варіанти цієї карти з пам'яттю 1 GB (можливо вони існували тільки як дослідницькі зразки).

### R/390
Процесорні плати S/390 для серверів IBM RS/6000 мали позначення R/390. Оригінальна версія R/390 мала мікропроцесор POWER2 з тактовою частотою 67 або 77 МГц, а також від 32 до 512 MB оперативної пам'яті, залежно від конфігурації. Існували версії як для шини MCA, так і для PCI. Для роботи карти на основному комп'ютері мала працювати операційна система AIX версії 4 або новіша.

### P/390
P/390 був кодом продукту, що використовувався для карт, призначених для IBM PC Server, але менш дорогих, ніж R/390. Оригінальний P/390 встановлювався у IBM PC Server 500, і був побудований на основі процесора Intel Pentium з тактовою частотою 90 МГц.[джерело?] Всередині 1996-го року назву моделі змінили на PC Server 520, частоту процесора було підвищено до 133 МГц. Обидві моделі комплектувалися 32 MB пам'яті у стандартному варіанті, з можливістю розширення до 256 MB. У PC Server 500 було вісім слотів MCA, а у PC Server  520 було додано два слоти PCI і вилучено два MCA.